# Saskatchewan Południowy
Saskatchewan Południowy (ang. South Saskatchewan River, fr. rivière Saskatchewan Sud) – rzeka o długości 805 km w kanadyjskich prowincjach Alberta i Saskatchewan, powstaje z połączenia rzek Bow i Oldman.